# Маннер, Йозеф
Йозеф Маннер (нем. Josef Manner; 26 июля 1865, Вена — 5 мая 1947, Вена) — австрийский предприниматель, основатель компании «Manner».
В возрасте 25 лет Йозеф Маннер купил небольшую шоколадную фабрику в Вене. 1 марта 1890  года он переименовал её в «Шоколадную фабрику Йозефа Маннера», которая существует до сих пор (под названием «Manner»). В 1895 году на фабрике были созданы вафли с прослойкой из неаполитанского фундука, получившие название неаполитанских вафель. Эти вафли стали самым узнаваемым изделием компании и прообразом аналогичных вафель многих других производителей во многих странах (в том числе, в СССР и России). Помимо развития бизнеса, Йозеф Маннер активно занимался благотворительностью и создал немало социальных учреждений для сотрудников своей фабрики. 